# Lakeview North
Lakeview North és una concentració de població designada pel cens dels Estats Units a l'estat de Wyoming. Segons el cens del 2000 tenia 77 habitants.

## Demografia
Segons el cens del 2000, Lakeview North tenia 77 habitants, 32 habitatges, i 23 famílies. La densitat de població era de 34,6 habitants/km².
Dels 32 habitatges en un 37,5% hi vivien nens de menys de 18 anys, en un 68,8% hi vivien parelles casades, en un 3,1% dones solteres, i en un 28,1% no eren unitats familiars. En el 25% dels habitatges hi vivien persones soles el 9,4% de les quals corresponia a persones de 65 anys o més que vivien soles. El nombre mitjà de persones vivint en cada habitatge era de 2,41 i el nombre mitjà de persones que vivien en cada família era de 2,91.
Per edats la població es repartia de la següent manera: un 26% tenia menys de 18 anys, un 2,6% entre 18 i 24, un 31,2% entre 25 i 44, un 35,1% de 45 a 60 i un 5,2% 65 anys o més.
L'edat mediana era de 43 anys. Per cada 100 dones de 18 o més anys hi havia 96,6 homes.
La renda mediana per habitatge era de 51.042 $ i la renda mediana per família de 51.458 $. Els homes tenien una renda mediana de 51.250 $ mentre que les dones 26.250 $. La renda per capita de la població era de 20.245 $. Cap de les famílies i el 13,6% de la població estaven per davall del llindar de pobresa.

## Poblacions més properes
El següent diagrama mostra les poblacions més properes.